# Pont-Scorff
Pont-Scorff település Franciaországban, Morbihan megyében. Lakosainak száma 4015 fő (2022. január 1.). Pont-Scorff Arzano, Cléguer, Caudan, Quéven, Gestel, Guidel és Rédené községekkel határos.

## Népesség
A település népességének változása:
| Lakosok száma | 1704 | 2295 | 2312 | 3037 | 3496 | 3710 | 3744 | 3844 | 3897 | 4015 |
|               | 1968 | 1982 | 1990 | 2006 | 2013 | 2015 | 2017 | 2019 | 2020 | 2022 |